# 小龙人

《小龙人》是由中央电视台影视部和北京儿童电视影视中心联合摄制的52集儿童神话电视连续剧，于1992年儿童节播出。导演為寒山，编剧為诸葛怡。该剧讲述了孩子宝宝、奇奇和贝贝帮助小龙人寻找妈妈的故事，它的主题曲《我是一条小青龙》当时传唱大街小巷、脍炙人口。

## 故事梗概
1. 宝宝，贝贝，奇奇从故宫接回小龙人
2. 在大杂院的生活
3. 救小白鸽妮泥
4. 看到白鸽妈妈，小龙人想到自己的妈妈
5. 翠翠婆婆暗示找东海龙王
6. 出发寻找东海龙王
7. 东海龙王暗示找女娲娘娘
8. 出发寻找女娲娘娘，途中结识大老龟，大老龟补天牺牲
9. 女娲娘娘暗示找龙女
10. 出发寻找龙女，结识蝙蝠精哭哭
11. 龙女暗示找雪山神女，自己化身黄河长江滋润大地
12. 回到大杂院，小龙人被科学院抓去，孩子们关禁闭
13. 小龙人独自出发寻找宝瓶神女，在大雪山结识大勇叔叔，大勇叔叔为托起被自己射下的月亮而冻死。
14. 小龙人找到雪山神女。雪山女神告诉小龙人：如果我在托起月亮的过程中变成石头，你就去求宝瓶女神，让她给你一瓶神水，有了那瓶神水，我就不会变成石头了。小龙人去找宝瓶女神，宝瓶女神说：神水要拿你头上的犄角来换。神女拔下小龙人的犄角，小龙人终于成为真正的人。小龙人将神水倒在雪山女神身上，石头竟然越变越大，变成了一座大山。
15. 大结局，四个小孩来到长城，此时翠翠婆婆，白鸽妈妈，女娲娘娘，龙女，宝瓶神女相继出现，她们告诉小龙人，雪山神女才是小龙人真正的妈妈。

## 主演
- 小龙人——陈嘉男飾演
- 宝宝——江以桢飾演
- 贝贝——陈晨飾演
- 奇奇——柳田飾演